# رسالة خفية
الرسائل الخفية
هي الرسائل التي لايمكن ادراك غايتها من الوهلة الأولى، اما ان تكون رسائل مرئية أو مسموعة معروضة في حدود اللادراك «العقل الباطن» فتحلل وكانها اصوات أو اوامر داخلية.
و على الرغم من ان هناك امثلة كثيرة عليها، الا ان العديد من ما يسمى الرسائل الخفية هي مجرد تصورات خيالية.

## الرسائل المرئية الخفية
هي رسائل قد تكون غير منظورة للمرة الأولى حيث يتم اخفائها في الخلفيات أو تكون لقطات سريعة جدا تصل لجزء واحد من 100 في الثانية،
أو رموز خفية تصل للعقل الباطن ويخزنها دون ان يدركها العقل الواعي، وهذا يشمل الافلام والاعلانات سواء التليفزيونية أو غيرها.

### الافلام
هناك الكثير ممن حاولوا استعمال الرسائل الخفية أو المموهه في الافلام وكان اولهم جيمس فيساري "James Vicary [الإنجليزية]"
ادّعى جيمس أنه اسخدم الرسالة الخفية أو المموهه، في فلم سينما في «فورت لي –نيوجيرسي» حيث عرض خلال أحد الافلام إلى مقاطع متكررة على الشاشة مدة الواحدة لا تتجاوز 0.03 من الثانية فقط، وتتضمن رسائلا لحثّهم على اكل البوشار وشرب الصودا، واكتشف ان مبيعات البوشار ارتفعت بنسبة 57.5% وكذلك الصودا بنسبة 18.1%, وقال انه لم يجد نتائج مهمه حول دراسته للجمهور، مدّعيا ان هذا هو جزء من براءات الاختراع السريّة، ثم اعترف في لقاء على التلفاز مع فريد دانزيغ في عام 1962 للدعاية والإعلان انه اختلق القصة بكاملها وكانت وسيلة للتحايل.

### الاعلانات
كلما كان الشعار بسيطا وذكيا كلما كان ذلك أفضل. هناك كثير من التصميمات أو الشعارات الاعلامية التي لها معنى، بعضنا يرى الرسائل أو المضامين التي تحتويها هذه التصميمات، ولكن المعظم منا يرى هذه التصميمات على انها فقط مجرد لوحة لا أكثر ولا اقل.

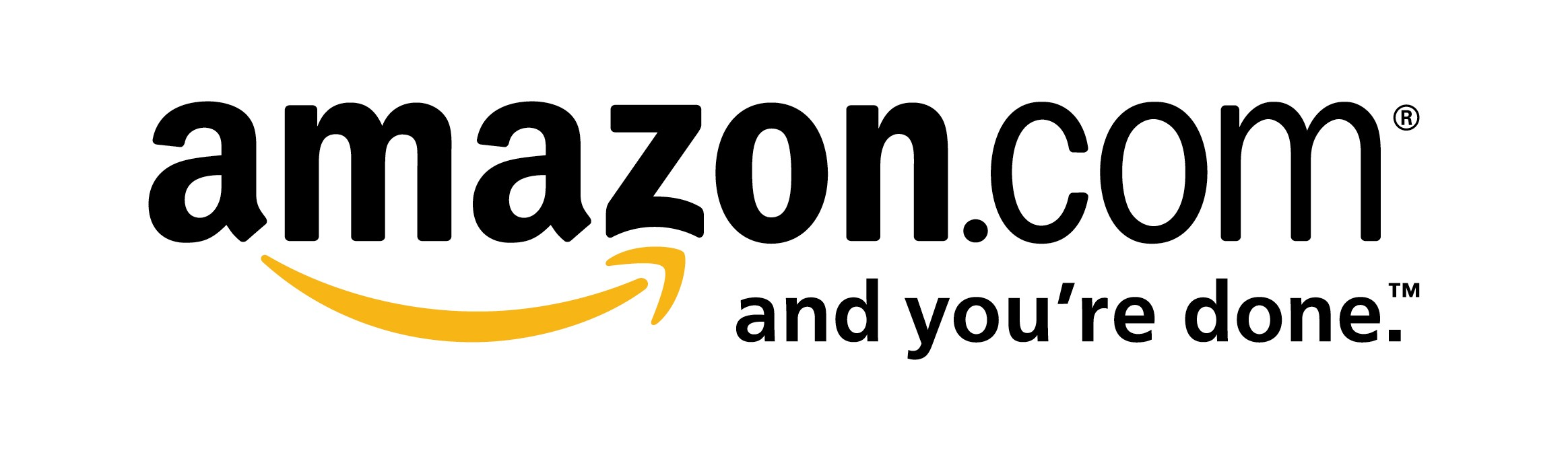
نلاحظ هنا في شعار امازون السهم من حرف a إلى z والمقصود هنا انه يتوفر لديهم كل شيء من ِa إلى z (من الألف إلى الياء)

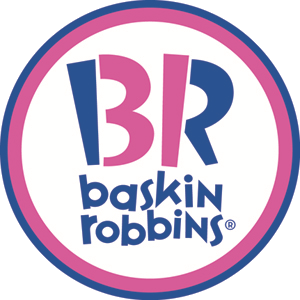
نلاحظ في هذا الشعار تغيير لون حرفي B و R والتي تشكل رقم 31 والذي يرمز إلى عدد النكهات التي تنتجها الشركة

على سبيل المثال:

### الحروب
ظهرت ظاهرة في اواخر القرن التاسع عشر وتحديدا في الحرب العالمية الثانية حيث كان هناك مشكلة يعاني منها الطيارون وهي انهم لا يستطيعون التمييز بين طائرات الصديقة وطائرات العدو، استخدم صموئيل رينشو "Samuel Renshaw [الإنجليزية]" المنظار التموضي "Tachistoscope [الإنجليزية]" الذي وصفه في الاصل الفسيولوجي الألماني فولكمان «ألفريد فيلهلم فولكمان» عام 1856, لتدريب طياري المقاتلات على معرفة طائرات الصديقة من طائرات العدو.
و يعرف المنظار التوضي "Tachistoscope [الإنجليزية]" انه اداة تستخدم لكشف الاجسام إلى العين لفترة مدروسة من الزمن، ويستخدم لزيادة سرعة معرفة الشيء أو لاختبار أي العناصر من الصورة التي لا تنسى.

## الرسائل الخفية المَسموعة
هي جُمل متداخلة أو موجات متراكبة خفية فوق موجة الصوت المسموعة أو رسائل المعكوسة يدركها العقل الباطن.

### الاخفاء السمعي "Auditory masking[الإنجليزية]
هو اسلوب يستخدم المؤثرات الصوتية المموهة، ويتتضمن اخفاء هدف التحفيز الصوتي بطريقة ما، على سبيل المثال استخدمت دراسات الخطابات لاخفاء الكلمات المستهدفة، ووجدت هذه الدراسات دليلا تمهيديا على غياب الوعي للمحفزات، لكن آثار هذه المحفزات وجدت في واحدة فقط من نتائج التمهيدات، مع ذلك فإن الادلة التجريبية افترضت ان تأثير المحفزات المموهه لا يزال ضعيفا: في الدراسات التجريبية على تأثير الكلمات المستهدفة المموهه.

### القناع العكسي [[باك ماسكينغ]]
هو اسلوب تسجيل يقتصر على تسجيل الرسالة إلى الوراء، التي من المفترض انها تشغل من الامام وأصبحت منتشرة في الأونة الأخيرة، خصوصا في الموسيقى، وهي تعتمد على دمج كلمات معينة تحتوي على أفكار محددة مسبقا وغالبا ما تكون سياسية أو دينية في الأغنية، بحيث لا تستطيع سماع هذه الكلمات إلا إذ عكست تشغيل الاغنية من الأخر إلى الأول. وهذه العملية موجودة بكثرة في أغاني الفنانين الأمريكيين المشهورين كمايكل جاكسون وإمنيم وغيرهم. وتتجلى خطورتها في تغيير سلوك المستمعين للأغاني وخصوصا الشباب منهم لنظرا للرسائل الخفية الموجودة فيها التي تحرض على العنف والإباحية. وقد انتشرت من قبل ال «البيتلز», واستخدموا هذه الطريقة عام 1966 على البوم "Revolver". وكان ال«باك ماسكينغ» موضوعا مثيرا للجدل في الولايات المتحدة منذ الثمنينات.

### الانعكاس الصوتي "Phonetic reversal[الإنجليزية]
هي عبارة عن بعض العبارات التي تنتج عبارات مختلفة عند عكس لفظها وهو تعريف الانعكاس الصوتي، مثال على ذلك عبارة "Kiss" عندما تلفظها في الاتجاه المعاكس ستتحول إلى عبارة "Sick" مثل عنوان «يوكو أونو» "kiss kiss kiss [الإنجليزية]" هي تشبه "sick sick sick" إذا لفظت إلى في الاتجاه المعاكس، وبدأ "Paul is dead" الانعكاس الصوتي في جزئه "because" من "Number nine" عبارة تكررت باستمرار في "Revolution 9 [الإنجليزية]" فُسرت على انها "Turn me on, dead man".